# یواس‌ان‌اس پوتوماک (تی-ای‌او-۱۸۱)
یواس‌ان‌اس پوتوماک (تی-ای‌او-۱۸۱) (به انگلیسی: USNS Potomac (T-AO-181)) یک کشتی به طول ۶۱۴ فوت ۵ اینچ (۱۸۷٫۲۷ متر) است. این کشتی در سال ۱۹۶۴ ساخته شد.